# Hugo I de Lusinhão
Hugo I (Século X), chamado Venator (Latim para o Caçador), foi o primeiro Senhor de Lusinhão. É mencionado nas Crónicas de Saint-Maixent. Foi colocada a hipótese de ter sido o caçador do Conde de Poitou ou do Bispo de Poitiers tendo em conta o seu epíteto. Foi sucedido pelo seu filho, Hugo II Carus, que construiu o Castelo de Lusinhão.